# 一個朋友的葬禮
一個朋友的葬禮（Funeral for a Friend） 是一個來自威爾斯布里真德市的搖滾樂團, 。他們成立於2001年，已經發行六張錄音室專輯、七張EP、兩張現場專輯，以及一張精選輯。

## 成軍與發行EP(2001-2003)
當Michael Davies在2001年的十一月離開了January Thirst後，Matthew Evans與Johnny Phillips邀請Matt Davies (後又稱Davies-Kreye)嘗試擔任先前空缺的主唱位置。不久後一個朋友的葬禮樂團就成立了，團名是取自於Davies欣賞的樂團Planes Mistaken for Stars的一首歌。
在新年過後沒多久，他們與第二吉他手Kerry Roberts (Kris Coombs-Roberts的兄弟)分道揚鑣，並且找到適合的替代人選Darran Smith (ex-Tripcage)。樂團與另一個威爾斯樂團From This Moment On在Mighty Atom Studios錄製了四首歌，製成一張自費的EP。Mighty Atom Records聽到這些歌後，馬上接觸該樂團並且提供了兩張專輯的合約，造就了樂團的首張EPBetween Order and Model (2002)。在EP發行前，Andi Morris (bass)離團，連帶著 Phillips與Evans也離開了。樂團當時招募了貝斯手Gareth Davies (後又稱Ellis-Davies)與鼓手Ryan Richards。Matt Davies成為該團為一的演唱者，加上Gareth Davies的合音與Richards的吼叫。
2003年時，一個朋友的葬禮樂團錄製了第二張EPFour Ways to Scream Your Name，由Colin Richardson製作與混音。
2003年中，樂團獲得了第一個Kerrang!音樂獎項最佳英國新人，擊敗了贏得所有被提名獎項的The Darkness。樂團的勝利大部分在於他們廣大的樂迷基礎，因為該獎項是決定於Kerrang!官方網站上所舉辦的投票。
2003年八月，一個朋友的葬禮在Reading and Leeds Festivals的Concrete Jungle舞臺演出。

## 2003–09: 主流唱片公司時期與國際上的成功

### Casually Dressed & Deep in Conversation(交淺言深)(2003-2005)
經過一整個夏天的錄製，2003年10月20日，樂團的首張專輯終於發行。交淺言深是由Colin Richardson製作與混音，發行後在英國獲得廣大的讚譽。此專輯並沒有與美國同步發行(最後於2004年7月13日發行);而是先發行了名為Seven Ways to Scream Your Name的迷你專輯，其中收錄樂團在Between Order & Model與Four Ways to Scream Your Name的曲目。
交淺言深的三首歌："Juneau" (第19)、"She Drove Me to Daytime Television" (第20)與 "Escape Artists Never Die" (第19)登上了英國單曲榜。
朋友葬禮積極地巡迴演出來推銷交淺言深，包括一系列為該團的偶像Iron Maiden開場的歐洲演出。這些演出得到好壞不一的評價，因為他們的樂迷與Iron Maiden的重金屬樂迷有很大的不同。在2004年，樂團在Reading and Leeds Festivals擔任第二舞臺的主打樂團。

### Hours(時時刻刻)(2005-2006)
2005年7月14日，樂團透過Atlantic Records發行了第二張專輯時時刻刻。這張專輯是由Terry Date製作，並且在油漬搖滾樂團 Pearl Jam擁有的兩間錄音室錄製。此專輯以非比尋常的錄音方式為特色，例如"Drive"裡Matt Davies的歌聲是在人潮擁擠的西雅圖街道上移動中的車裡所錄製的。
在同一年的8月，一個朋友的葬禮贏得了Kerrang!音樂獎的"最佳英國樂團"。
在專輯發行前，樂團在威爾斯演出數場低調的演出，包括在Bangor University與Bridgend Recreation Centre的表演。這與他們隨後的演出有極大的差別，因為他們參加了有Atreyu、Saosin、Hawthorne Heights與Thrice的2005 Vans Warped Tour。樂團也為了在Reading and Leeds Festivals的主舞台演出，提前離開Warped Tour 。樂團也在2006年於美國的Taste of Chaos tour的主舞台演出，其他參加的樂團還有Story of the Year、Deftones與Thrice。
2006年夏天，一個朋友的葬禮結束了他們短程的促銷巡迴，其中有一系列的英國巡演是2月延期而來的。大部分演出取消是因為Matt Davies苦於喉嚨發炎。許多表演是為了補償那些原訂的表演而加入，此巡迴以在Download Festival上僅次於主打樂團Guns N' Roses的演出為高潮。
2006年剩下的時光，樂團都用來編寫與錄製樂團的第三張專輯閒言閒語就是不道自己，該專輯並在2007年5月發行。

### Tales Don't Tell Themselves(閒言閒語就是不道自己)(2007)
一個朋友的葬禮樂團說這張專輯是在2006年夏天的英國巡迴期間開始創作，並在巡迴結束後開始錄音工作。Tales Don't Tell Themselves在2007年5月14日於英國發行，但5月10日時就已經在網路上被洩漏出。樂團在MySpace頁面上也釋出每日創作實況的影片。
2007年3月19日，該專輯的第一首單曲"Into Oblivion (Reunion)"在Radio One的Zane Lowe Show首播。該單曲實體在5月7日發行，在他們的MySpace頁面上能欣賞到MV與歌曲。此單曲在發行首周時達到下載榜的第39名，並於5月13日的正式排行登上第16名。
在4月12到14日之間，樂團在英格蘭南部的沿海場地舉辦了一系列與樂迷親近的表演。每場演出都只限量200張票，而且票都只能以電子郵件申請獲得。參加者是隨機挑出，被選取者將有買兩張票的機會，用Paypal Mobile付費更能獲得特製T恤。
5月8日樂團在MySpace上釋出整張專輯以供樂迷試聽，本專輯是Matt彈奏吉他的第一次。
2007年5月10日，樂團又為Kerrang! 105.2在Wolverhampton Civic Hall Bar演出另一場與樂迷親近的表演，在該場演出他們也第一次演奏"Walk Away"。這是Matt第一次在現場彈奏吉他。在5月的完整巡迴裡，他們也首演了"Raise The Sail"與"The Sweetest Wave"。
本張專輯登上英國專輯銷售榜第三名，是至今最高的排行；但專輯的總銷售量卻是最低的一張。
2007年7月16日，"Walk Away"單曲發行並登上英國單曲榜第40名，同時也是Tales Don't Tell Themselves專輯的第二張單曲。
樂團的電子報原先宣布下一張單曲"The Great Wide Open"會以EP的形式發行，但在10月15日發行的"The Great Wide Open"是經由Atlantic Records發行，而非前稱的獨立發行。

### Memory and Humanity(回憶 人性)(2008-2009)
2008年的1月26日，鼓手Ryan Richards在樂團的論壇上宣布他們將在年初的幾個月錄製四或五首歌的EP，並預計在三或四月發行。樂團後來決定發行專輯而非原定的EP，因為在創作過程中，他們創作出了比原先預定來的多的音樂素材。Ryan也宣布新專輯將含有和Casually Dressed & Deep in Conversation較相似的吼叫唱腔與riffs，但會有顯著的不同也更具技巧性。這說明了樂團是在進步中而絕非回歸以前的風格。
2008年的5月11日，樂團在MySpace的佈告欄上宣布他們即將拍攝新專輯首支單曲"Waterfront Dance Club"的MV。6月2日"Waterfront Dance Club"在Radio 1's Rock Show節目上首播，團時也宣布單曲專輯中會包含新歌"Beneath the Burning Tree"
6月30日發行的Rock Soundy雜誌確認新專輯名稱為Memory and Humanity，並且將在十月發行。
7月2日，樂團宣布了新專輯的巡迴日程。
8月9日，在MySpace上首播新單曲"Kicking and Screaming"的MV。稍晚在8月27日，樂團宣布先專輯在北美的發行權已經簽給Victory Records。
該專輯在10月28日發行，並且在除了北美與英國的其他地區由Roadrunner Records發行，在英國方面專輯是由樂團自己的唱片公司Join Us發行。其後的英國，愛爾蘭，北歐巡迴是與加拿大金屬蕊樂團Cancer Bats同行。
9月4日，樂團在MySpace網誌上宣布Gareth Davies已經離團，並且由Gavin Burrough (原Hondo Maclean, Ghostlines, The Future)取代其位置。"如同有些人知道的Gareth在過去幾年已經在美國定居，並起在最近結婚了。最終，一連串的洲際旅行迫使Gareth下最後決定離開樂團，他也認為這是對他自己，家庭，以及樂團都最好的決定。我們全然尊重與理解他的選擇，而且希望他未來能過的最好，也感謝他在過去六年裡與我們在一起的時光。"
在ㄉ009年1月24日的Kerrang!雜誌上公佈樂團正在拍攝專輯得第三支單曲MVRules and Games。此單曲在2009年3月23日發行，樂團也同時與We Are the Ocean開始巡迴。

### Your History Is Mine(2009)
2009年6月24日Kerrang!雜誌揭露樂團將要發行一張精選輯，名為 Your History Is Mine: 2002-2009。此合輯也將收錄四首全新歌曲。
2009年7月21日，樂團首次表演四首來自精選輯的新歌的其中之一。這首歌叫"Wrench"並且在Dan Carter主持的Radio One's Rock Show上首播。在Your History Is Mine發行之後Zane Lowe把一個朋友的葬禮樂團稱為"十年來最棒的英國樂團之一"。

## 2010至今: 獨立發行時期

### 離開大西洋唱片公司與Welcome Home Armageddon(2009-2011)
2009年11月17日，樂團在Twitter上宣布他們已經開始製作新專輯。
2010年4月23日，樂團在Facebook上宣布原吉他手Darran Smith在表演完已預定的場次後將會離團。他也在樂團官網上留下一則道別訊息。
On 26 April 2010年4月26日，樂團在討論區上提及陣容變化，向前任吉他手致意，也宣布新成員加入Gavin Burrough由貝斯轉任吉他，接續Darran的職位。新任貝斯手將是Richard Boucher (Hondo Maclean, Hurricane-Joe, Ghostlines)。 

## 音樂風格與影響
一個朋友的葬禮被稱為一個結合後硬核、screamo和Emo的樂團。他們曾提及自己最主要受樂團Deftones、Iron Maiden與The Get Up Kids的影響。

## 團員
| 現任團員 - Matthew Davies-Kreye - 主唱 - Kris Coombs-Roberts - 吉他,和聲 - Gavin Burrough - 吉他,和聲 - Pat Lundy – 鼓, 編曲 - Richard Boucher - 貝斯 | 前任團員 - Kerry Roberts - 吉他 - Matthew Evans - 唱歌 - Andi Morris - 貝斯 - Johnny Phillips - 鼓 - Gareth Davies - 貝斯,和聲 - Darran Smith - 吉他 - Ryan Richards – 鼓,編曲,嘶吼唱腔 |

## 作品集
錄音室專輯
- Casually Dressed & Deep in Conversation (交淺言深) (2003)
- Hours(時時刻刻) (2005)
- Tales Don't Tell Themselves (閒言閒語就是不道自己) (2007)
- Memory and Humanity (回憶 人性) (2008)
- Welcome Home Armageddon (2011)
- Conduit (2013)

## 相關連結
1. ↑  .   [2012-10-24]. （原始内容存档于2012-03-14）.

## 外部連結
- 樂團官網